# Bazilika svatého Dominika (Bologna)
Bazilika svatého Dominika je jedním z hlavních kostelů v italské Bologni. Je postavena na místě bývalého kostela San Nicolò delle Vigne (Sv. Mikuláš Na vinici). V bazilice je pohřben Svatý Dominik, zakladatel Řádu bratří kazatelů, dominikánů. Je pohřben uvnitř nádherné svatyně "Arca di San Domenico", kterou navrhl a vytvořil ve své dílně na přání dominikánů sochař Nicola Pisano, architekt Arnolfo di Cambio. Později na výzdobě pracoval  Niccolò dell'Arca a mladý Michelangelo.

## Historie
Dne 22. prosince 1216 papež Honorius III. schválil Řád bratří kazatelů (dominikánů), založený španělským knězem Dominikem z Guzmánu - Svatým Dominikem. Řád se brzy rozrostl tak, že mohl vysílat mnichy do hlavních evropských center, z nichž první byla Bologna a Paříž. Dominik přijel do Bologni v lednu 1218 a rychle pochopil význam tohoto univerzitního města pro svou evangelizační misi. Nejprve byl založen klášter při kostele Mascarella blahoslaveným Reginaldem v Orleansu. Klášter se brzy stal příliš malým pro rostoucí počet mnichů. Kazatelští bratři se proto v roce 1219 přestěhovali do malého kostela San Nicolò delle Vigne (Sv. Mikuláš Na vinici) na okraji Bologny, na místo kde nyní stojí bazilika Svatého Dominika. V tomto kostele Sv. Dominik zemřel dne 6. srpna 1221 a byl zde pochován.
V letech 1219 až 1243 skoupili dominikáni všechny okolní pozemky kolem kostela. Po smrti Svatého Dominika byl kostel San Nicolò rozšířen a v letech 1228 až 1240 byl postaven nový klášterní komplex.

## Bazilika
Velká bazilika byla rozdělena na dvě části:
- přední část, zvaná „vnitřní kostel“, byla kostelem bratří. Postavena byla v protogotickém stylu s hlavní lodí a dvěma uličkami.
- kostel pro věřící, zvaný „vnější kostel“, s jednoduchými sloupy a příhradovou plochou střechou původního kostela.

Oba kostely byly rozděleny zdí.  Kostel byl vysvěcen papežem Inocencem IV. 17. října 1251. Při této příležitosti byl věřícím poprvé představen krucifix od Giunty Pisana.
Pozůstatky světce byly v roce 1233 přemístěny z místa za oltářem do jednoduchého mramorového sarkofágu, který byl pro věřící umístěn na podlaze v pravé uličce kostela. Vzhledem k tomu, že většina poutníků, kteří přicházeli ve velkém počtu vidět světcův hrob, nebyli schopni vidět tuto svatyni, ukrytou tolika lidmi stojícími před ní, bylo rozhodnuto postavit novou kapli. V roce 1267 byly ostatky Svatého Dominika přemístěny z jednoduchého sarkofágu do nové svatyně zdobené scénami důležitých epizod ze života Dominika od Nicoly Pisana. Práce na této svatyni pokračovaly téměř pět století.
Kostel byl v průběhu příštích století rozšířen a obě části byly mnoha způsoby upraveny. Byly postaveny nové boční kaple, většina v 15. století. V roce 1313 byla přistavěna zvonice. Dělicí zeď mezi oběma kostely byla definitivně zbořena na počátku 17. století. Chór  byl současně přesunut za oltář. V letech 1728 až 1732 interiér kostela kompletně přestavěl do dnešního barokního stylu architekt Carlo Francesco Dotti. Náklady hradil dominikánský papež Benedikt XIII.. Bazilika přijímala od věřících mnoho uměleckých děl. Dnes vlastní bazilika rozsáhlou sbírku výjimečných uměleckých pokladů vytvořených některými z největších italských umělců, včetně Giunta Pisano, Nicola Pisano, Arnolfo di Cambio, Niccolò dell'Arca, Michelangelo, Iacopo da Bologna, Guido Reni, Guercino a Filippino Lippi.

### Interiér
Bazilika má hlavní loď, dvě boční lodě, kaple, transept, chór a apsidy. Interiér v barokním stylu kompletně obnovil architekt Carlo Francesco Dotti (1678–1759). Na lunetách je 10 obrazů, zobrazujících epizody (pravdivé a nepravdivé) z historie kostela. První dva jsou od Giuseppe Pedrettiho (1696–1778), další od Vittoria Bigariho (1692–1776).
Kaple po obou stranách jsou vyzdobeny obrazy a sochami slavných italských umělců. Asi nejkrásnější je svatyně "Arca di san Domenico", místo hrobu Svatého Dominika.

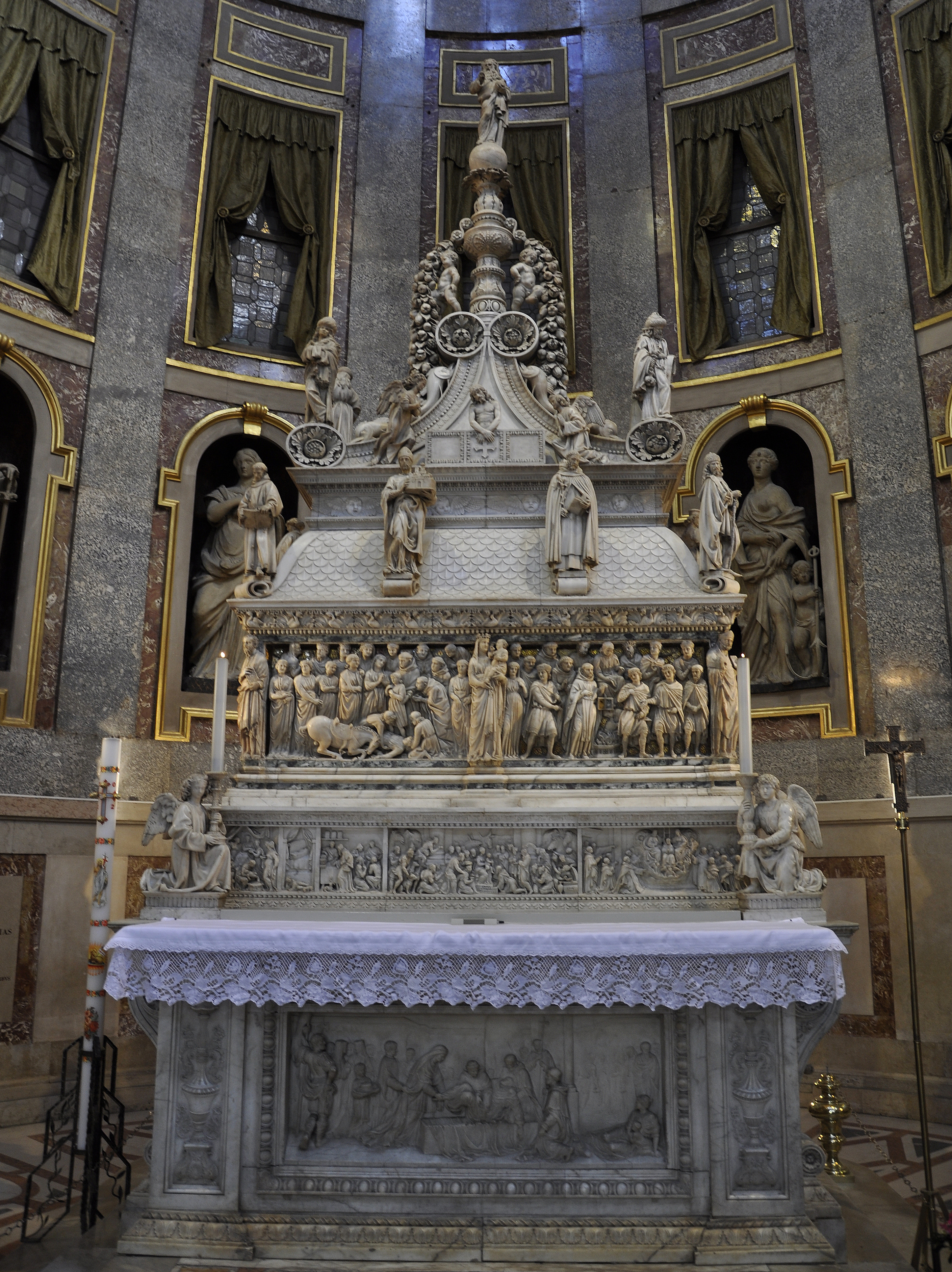
Kaple "Arca di san Domenico" se sarkofágem Sv. Dominika

## Kaple "Arca di san Domenico"
Navštívit světcův hrob v bazilice přicházelo mnoho poutníků a mnohdy pro zástup lidí věřící sarkofág ani neviděli. V roce 1264 proto dominikáni pověřili sochaře Nicolu Pisana, aby vytvořil novou hrobku pro svého zakladatele. Nicola navrhl novou hrobku a vytvořil několik postav pro přední stranu sarkofágu, než byl v roce 1265 povolán do Sieny, aby postavil kazatelnu pro sienskou katedrálu. Kaple byla dokončena jeho dílnami vedenými Lapo di Ricevuto. Obdélníkový sarkofág byl původně nesen karyatidami. Když byla kaple později přepracována, byly tyto podpěry odstraněny a nyní jsou předběžně identifikovány v několika muzeích: archandělé „Michael“ a „Gabriel“ (v muzeu Victoria and Albert Museum, Londýn), socha „Faith“ (Louvre, Paříž) , skupina tří jáhnů (muzeum Bargello ve Florencii a další skupina v Muzeu výtvarných umění v Bostonu.
Práce na dokončení kaple probíhaly bezmála 500 let. Sarkofág byl přemístěn do středu kostela v roce 1411. V letech 1469 až 1473 byla na plochý vrchol sarkofágu přidána korunka od Niccolò dell'Arca a několika dalších umělců. Mezi nimi byl i mladý Michelangelo, který přidal sošky Svatého Petra, (patrona Boloně), anděla se svíčkami a San Procola (připomínající sochu Davida, vytvořenou o deset let později).
Dnešní kaple Sv. Dominika byla přestavěna počátkem roku 1597 boloňským architektem Florianem Ambrosinim a nahradila tak malou gotickou kapli, která byla postavena v roce 1413. Dominikáni chtěli pro svého zakladatele kapli, která by se rovnala nádheře ostatních kaplí. Freska na kopuli apsidy Sláva sv. Dominika (1613-1615), znázorňující výstup svatého do nebe, je barokním mistrovským dílem Guida Reniho, jehož umělecká hodnota odpovídá fresce Archy sv. Dominika .
Nakonec byla celá hrobka v 18. století položena na mramorový oltář. V malé kapli na zadní straně hrobky je zlatý relikviář s hlavou sv. Dominika, mistrovské dílo Jacopa Roseta da Bologna (1383).

## Pohřbeni
- Guido Reni, v "Rosary Chapel"
- Elisabetta Sirani, také v "Rosary Chapel"
- James Of Ulm
- Enzio of Sardinia

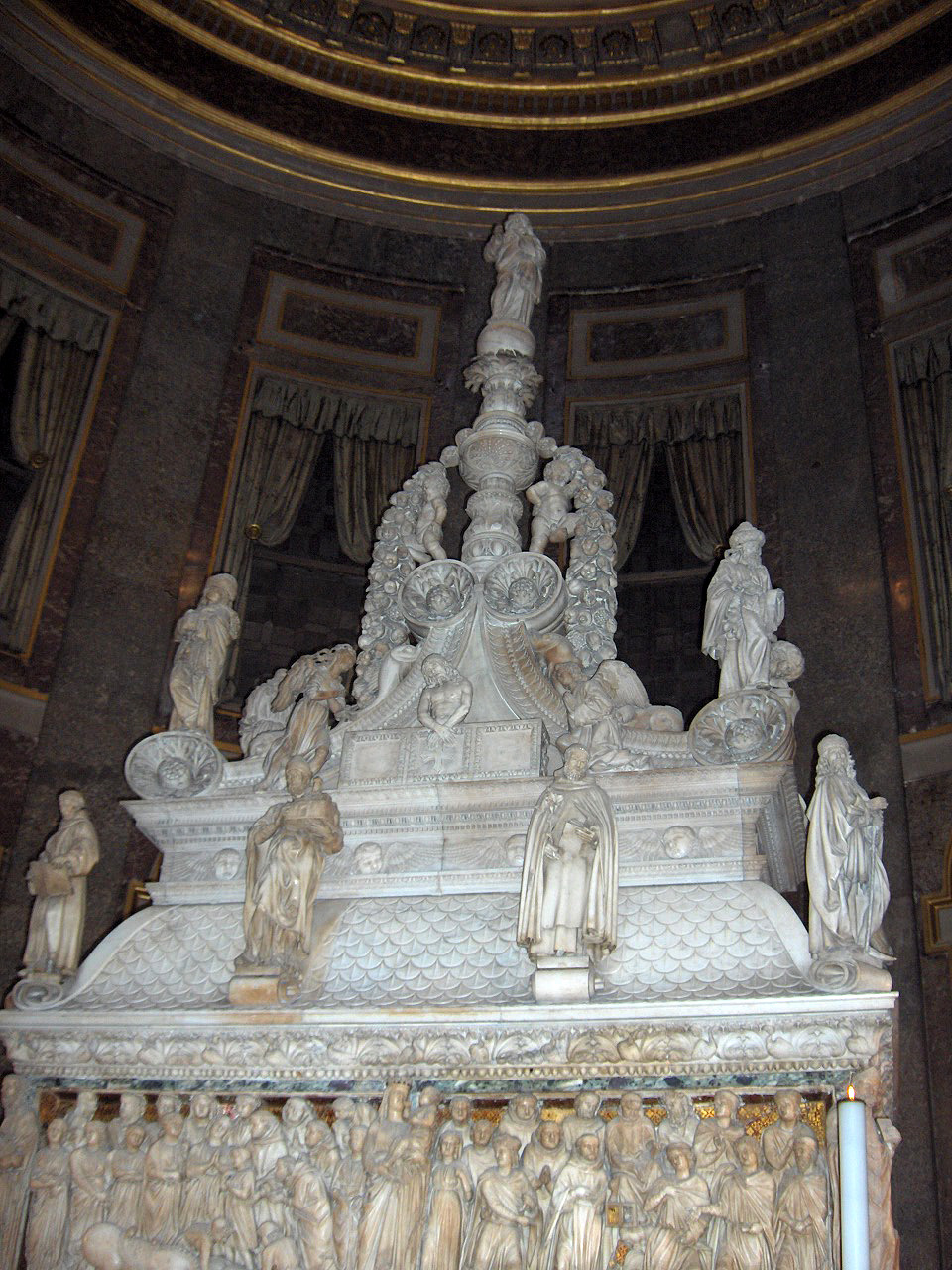
Sarkofág, pohled zpředu
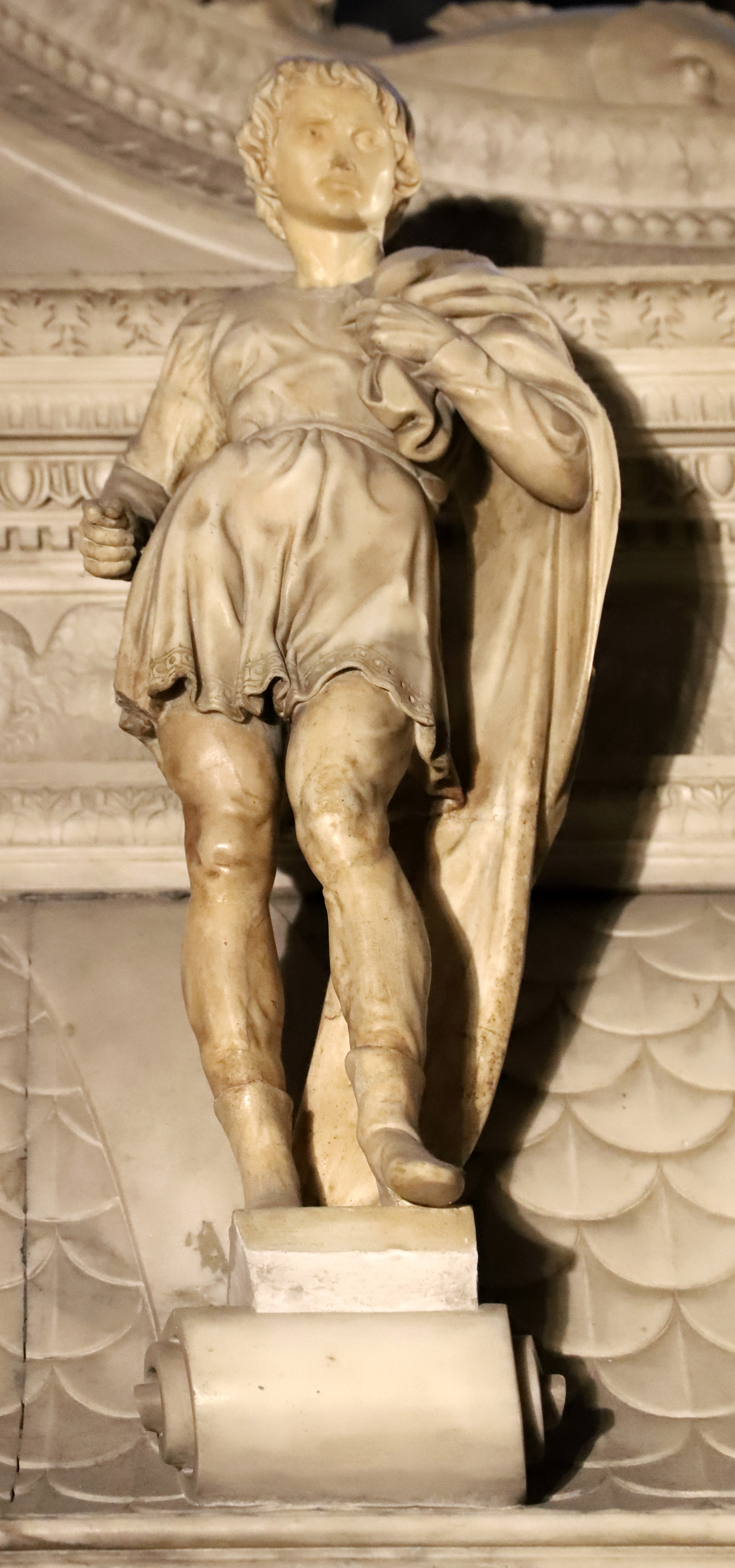
San Procolo (Michelangelo)
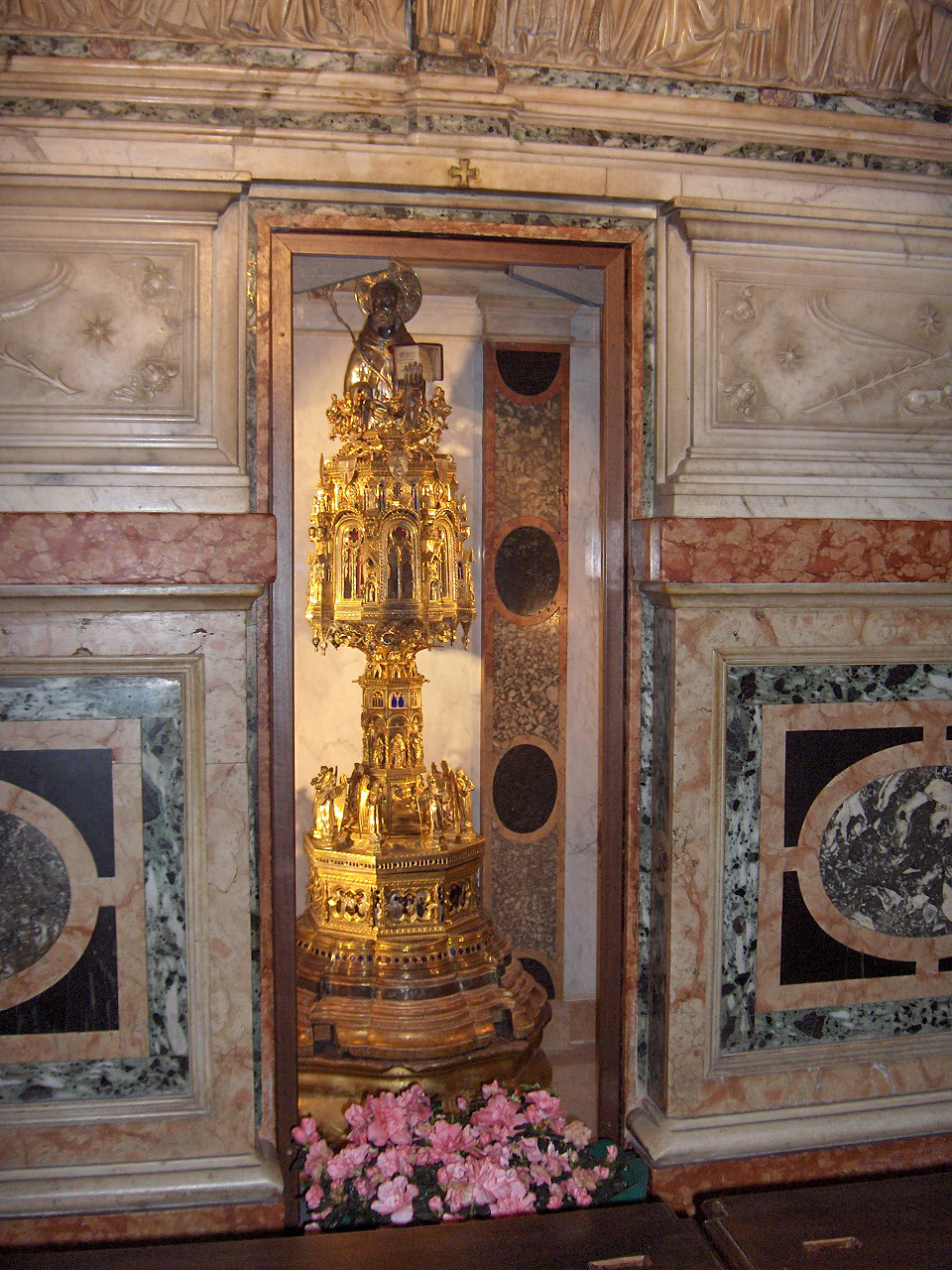
Relikviář
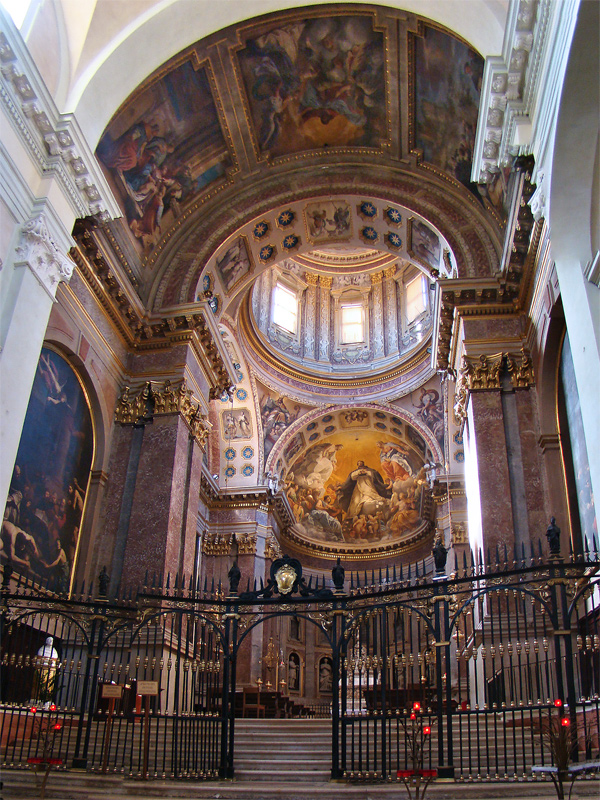
Kaple Sv. Dominika
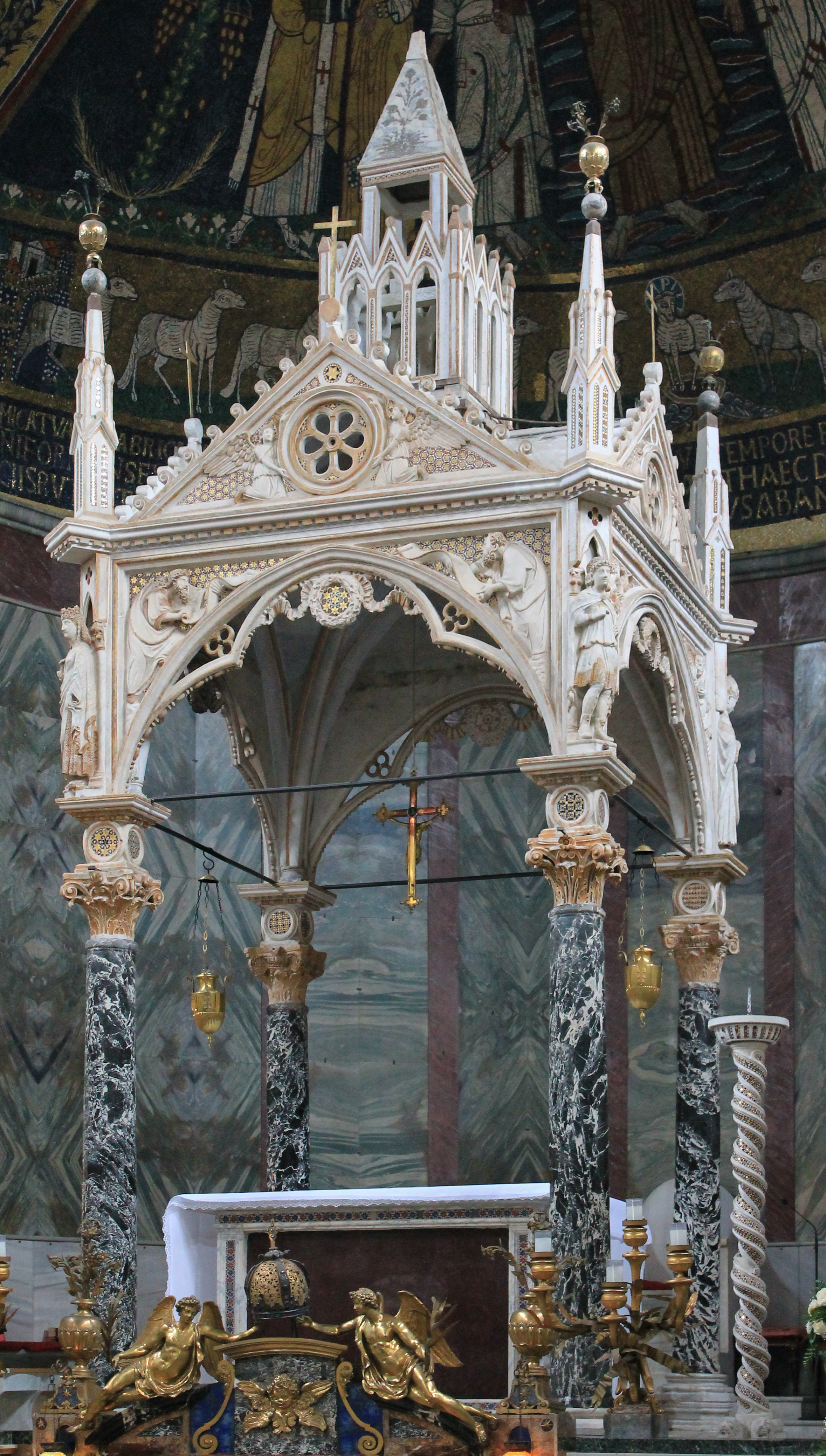
Ciborium Svaté Cecilie, Arnolfo di Cambio
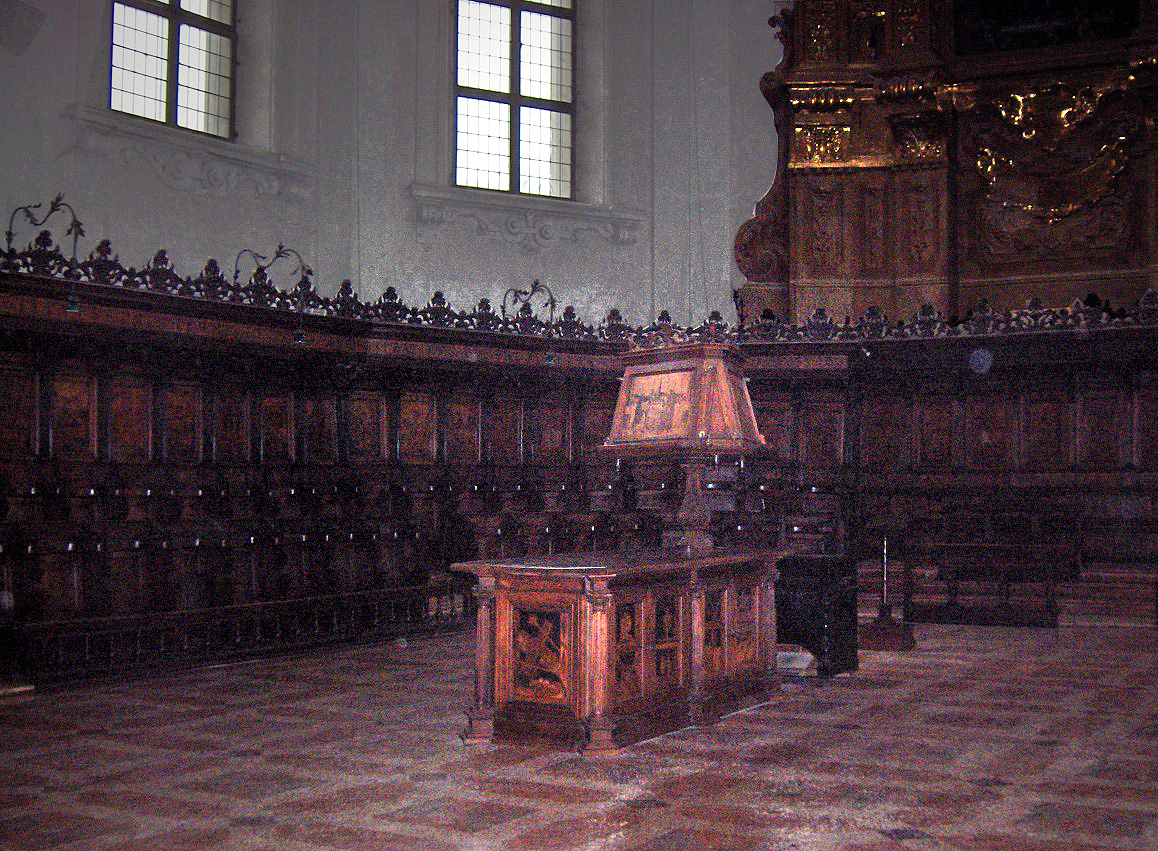
Chór, kostel Sv. Dominika
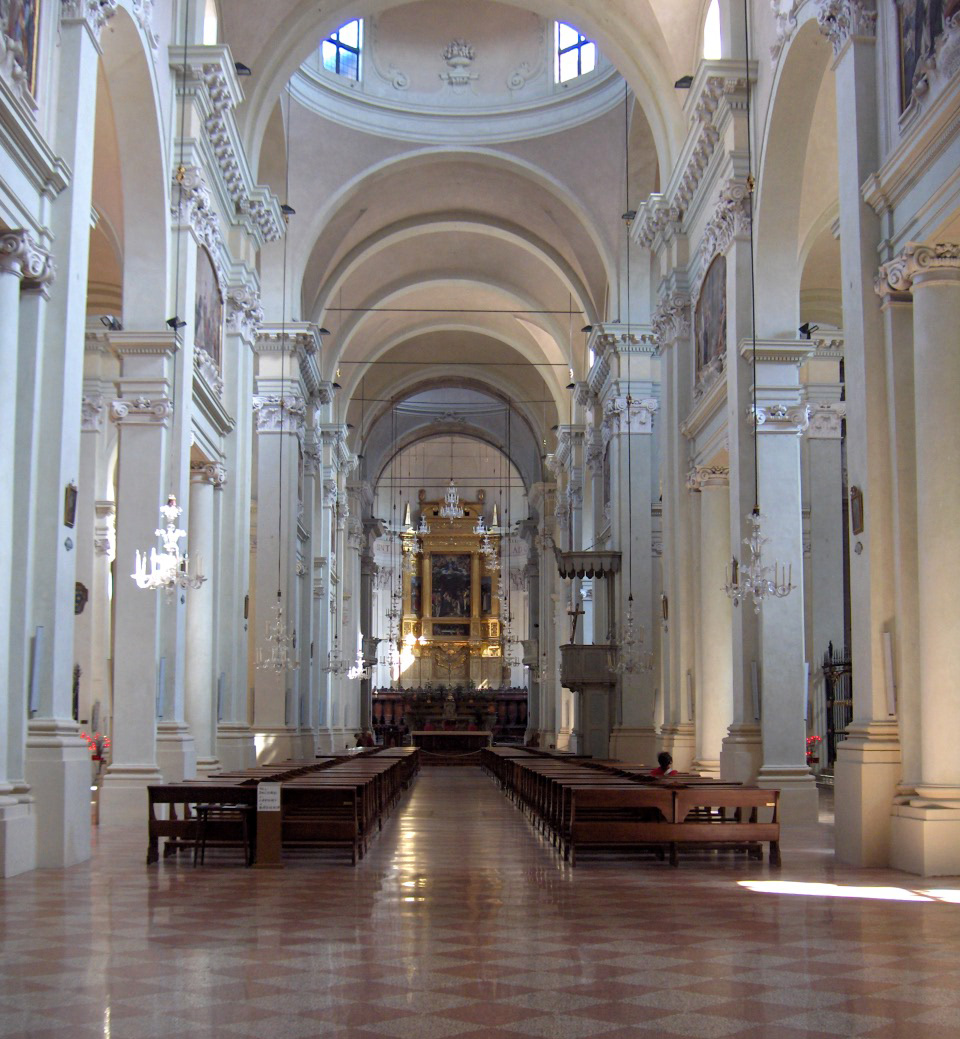
Hlavní loď